# Asparagaceae
Las asparagáceas (nombre científico Asparagaceae) son una familia de plantas monocotiledóneas perteneciente al orden Asparagales. La familia es reconocida por sistemas de clasificación modernos como el sistema de clasificación APG III.

## Subfamilias
Comprende las siguientes subfamilias: 
Agavoideae, Aphyllanthoideae, Asparagoideae, Brodiaeoideae, Lomandroideae, Nolinoideae, Scilloideae.

## Descripción
Son hierbas o subarbustos perennifolias. Raíz fusiforme o cilíndrica, a veces tuberosa. Tallo erecto, ramificado. Hojas escamosas, scariosas, con espuelas que a veces se extienden en espinas, con uno a muchos cladodios. Inflorescencia solitaria axilar o terminal o racimo de flores. Pedicelo articulado. Perianto campanulado o subgloboso, con 6 tépalos en dos series, libres o connados en la base. Estambres 6, los filamentos libres y epifilos. Ovario súpero, placentación trilocular, axilar, óvulos 2-muchos por lóculo, el estilo con 3 ramas cortas o estigmas capitados con o estigma lobulado. Fruto una baya.

## Taxonomía
La familia fue descrita por Antoine-Laurent de Jussieu  y publicado en Genera Plantarum 40. 1789. El género tipo es: Asparagus L. 